# Perriando
«Perriando» es una canción del dúo puertorriqueño de musica reguetón Jowell & Randy. La pista se lanzó el 18 de agosto de 2020 por Rimas Music como el segundo sencillo oficial del álbum Viva el perreo.

## Antecedentes y composición
Sobre el tema, el dúo comentó «Este es un álbum muy de discoteca de principio a fin, y necesitábamos algo más comercial. Este es un reguetón con clase, del tipo que J Balvin hace tan bien y con el que se siente cómodo». La pista surgió por idea del compositor Keityn quien trabajó anteriormente con artistas como Arcángel y Sech en la canción. Sobre este trabajo, comentaron «Nos encantó en cuanto la escuchamos. Estoy feliz de que pudiera encajar en un álbum tan orientado al baile... Le da un descanso a tus oídos». El mismo día de su estrenó se publicó a través de las redes sociales de los artista la portada del sencillo para su promoción.

## Vídeo musical
El video musical se estrenó en el canal de YouTube de J Balvin el mismo dia de lanzamiento en agosto de 2020. En el clip predomina mucho los colores pastel y varios juguetes.

## Posicionamiento en listas
| Listas (2020)                    | Mejor posición |
| -------------------------------- | -------------- |
| Estados Unidos (Hot Latin Songs) | 78             |